# Konstantine Szanawa
Konstantine Szanawa, gruz. კონსტანტინე შანავა (ur. 5 maja 1985) – gruziński szachista, arcymistrz od 2006 roku.

## Kariera szachowa
Kilkukrotnie reprezentował Gruzję na mistrzostwach świata i Europy juniorów w różnych kategoriach wiekowych. Największy sukces w tych rozgrywkach osiągnął w 2001 w Oropesa del Mar, gdzie zdobył tytuł mistrza świata w kategorii do 16 lat.
Normy na tytuł arcymistrzowski wypełnił w 2005 w Ołomuńcu (dz. I m. wspólnie z Aleksandrem Potapowem), Stambule (dz. I m. wspólnie m.in. z Aleksandrem Karpaczewem) i Baku (I m.). Inne indywidualne sukcesy odniósł w Ołomuńcu (2003, dz. I m. wspólnie m.in. z Viktorem Laznicką i Janem Bernaskiem), Stambule (2005, dz. I m. wspólnie z Aleksandrem Karpaczowem, Wugarem Gaszimowem, Micheilem Kekelidze, Lewanem Panculają, Dawidem Arutinianem, Żiwką Bratanowem i Jewhenem Mirosznyczenką), Tbilisi (2006, III m. za Akaki Szalamberidze i Davidem Arutinianem), Stambule (2007, dz. II m. za Michaiłem Gurewiczem, wspólnie m.in. z Gadirem Gusejnowem, Lewanem Pantsulaia i Eltajem Safarlim), Konyi (2007, I m.) oraz Tbilisi (2007, dz. I m. wspólnie z Vigenem Mirumianem i 2008, mistrzostwa Gruzji, dz. III m. wspólnie z Micheilem Mczedliszwilim). W 2012 podzielił I m. (wspólnie z Andreiem Istrățescu) w turnieju Neckar-Open w Deizisau.
Reprezentant Gruzji na szachowej olimpiadzie (2012); brązowy medalista za indywidualny wynik na V szachownicy.
Najwyższy wynik rankingowy w dotychczasowej karierze osiągnął 1 maja 2012; mając 2589 punktów, zajmował wówczas 6. miejsce wśród gruzińskich szachistów.